# Вејарн
Вејарн (њем. Weyarn) општина је у њемачкој савезној држави Баварска. Једно је од 17 општинских средишта округа Мисбах. Према процјени из 2010. у општини је живјело 3.407 становника. Посједује регионалну шифру (AGS) 9182137.

## Географски и демографски подаци
Вејарн се налази у савезној држави Баварска у округу Мисбах. Општина се налази на надморској висини од 671 метра. Површина општине износи 46,7 km². У самом мјесту је, према процјени из 2010. године, живјело 3.407 становника. Просјечна густина становништва износи 73 становника/km².